# Reacció d'hidratació
Una reacció d'hidratació en química orgànica és una reacció química en la qual un grup hidroxil (OH−) i un catió d'hidrogen (un protó àcid) són afegits a dos àtoms de carboni enllaçats covalentment junts en l'enllaç carboni carboni que fa un grup funcional alquè. Aquesta reacció normalment es fa en una solució aquosa fortament àcida. La hidratació difereix de la hidròlisi en el fet que la hidròlisi separa el component que no és l'aigua en dos components. La hidratació deixa intacte el component que no és aigua.
L'equació química general d'aquesta reacció és la següent:
RRC=CH₂ in H₂O/acid → RRC(-OH)-CH₃
n el primer pas, el protó àcid enllaça amb el carboni menys substituït del doble enllaç seguint la regla de Markóvnikov. En el segon pas una molècula de H₂O enllaça amb l'altre carboni més altament substituït. L'àtom d'oxigen en aquest punt té tres enllaços i porta càrrega positiva. Una altra molècula d'aigua ve i agafa el protó extra.
Reaccions conceptualment similars inclouen:
- hidroaminació
- hidroalcoxilació
- hidrosililació
- hidrohalogenació

## Mecanisme
Aquest és un exemple del mecanisme de la reacció d'hidratació d'1-metilciclohexè a 1-metilciclohexanol.